# Josef Andrš
Josef Andrš (16. dubna 1932 Tis u Rychnova n. Kněžnou – 4. června 2007 Hradec Králové) byl český a československý politik Československé strany lidové, její ústřední tajemník a poslanec Sněmovny národů Federálního shromáždění za normalizace.

## Biografie
Původní profesí byl textilním dělníkem. V roce 1951 absolvoval průmyslovou školu tkalcovskou v Náchodě. V letech 1970–1977 dálkově studoval Právnickou fakultu Univerzity Karlovy v Praze. Od roku 1951 byl členem ČSL, přičemž v letech 1951–1965 zastával post tajemníka okresní organizace ČSL v Hradci Králové, v období let 1965–1972 byl zástupcem krajského tajemníka ČSL pro Východočeský kraj. Od roku 1973 působil v stranické centrále v Praze. V letech 1973–1977 coby tajemník a vedoucí sekretariátu Ústředního výboru ČSL, v letech 1977–1989 jako ústřední tajemník ČSL.
Jeho nástup do funkce ústředního tajemníka byl součástí výměny kádrů v souvislosti s volbou Zbyňka Žalmana předsedou ČSL. V rámci strany patřil ke konzervativnímu, prokomunistickému křídlu. V 2. polovině 80. let proti němu vystupovala reformní skupina funkcionářů, kterou vedl Richard Sacher, a požadovala jeho odchod. Podpisová akce proti Andršovi ovšem byla vyzrazena a Státní bezpečnost pak varovala opoziční frakci před následky takového kroku. Státní bezpečnost ho evidovala jako tajného spolupracovníka a nejpozději od 16. 10. 1973 jako agenta (krycí jméno Petr).
Ve volbách roku 1976 zasedl do české části Sněmovny národů (volební obvod č. 44 – Rychnov nad Kněžnou, Východočeský kraj). Mandát znovu získal ve volbách roku 1981 (obvod Rychnov nad Kněžnou) a volbách roku 1986 (obvod Ústí nad Orlicí). Ve Federálním shromáždění setrval do ledna 1990, kdy rezignoval v rámci procesu kooptací do Federálního shromáždění po sametové revoluci. Jeho poslanecký mandát převzal Josef Lux. V roce 1990 odešel do důchodu.